# Mare de Déu del Roser de Cortscastell
La Mare de Déu del Roser de Cortscastell era una església del poble de Cortscastell, a l'antic terme municipal de Peramea, i de l'actual de Baix Pallars, a la comarca del Pallars Sobirà.
Estava situada al sud-est del poble de Cortscastell; actualment en romanen les ruïnes.